# Svintjärnen (Älvsåkers socken, Halland)
Svintjärnen är en sjö i Kungsbacka kommun och Marks kommun i Halland och ingår i Kungsbackaåns huvudavrinningsområde. Sjön är 5,5 meter djup, har en yta på 0,0805 kvadratkilometer och befinner sig 86,5 meter över havet. Sjön avvattnas av vattendraget Lillån.

## Delavrinningsområde
Svintjärnen ingår i det delavrinningsområde (638890-128670) som SMHI kallar för Ovan Getabäcken. Medelhöjden är 114 meter över havet och ytan är 13,25 kvadratkilometer. Det finns inga avrinningsområden uppströms utan avrinningsområdet är högsta punkten. Lillån som avvattnar avrinningsområdet har biflödesordning 2, vilket innebär att vattnet flödar genom totalt 2 vattendrag innan det når havet efter 18 kilometer. Avrinningsområdet består mestadels av skog (88 %). Avrinningsområdet har 0,3 kvadratkilometer vattenytor vilket ger det en sjöprocent på 2,3 %.